# Parnkofen
Parnkofen ist ein Gemeindeteil des Marktes Pilsting im niederbayerischen Landkreis Dingolfing-Landau.

## Lage
Das Pfarrdorf Parnkofen liegt auf einer Höhe von 352 Metern am Rande des Tales der Isar etwa zwei Kilometer nördlich von Pilsting. In östlicher Richtung erstreckt sich der Gäuboden. Die benachbarten Orte des Dorfes sind im Uhrzeigersinn von Norden beginnend Elisium, Mögling, Gosselding, Wirnsing, Grenzheim, Waibling, Würglberg und Waldhof.

## Geschichte
Pornchovan wird um ca. 1090 erstmals erwähnt. Ulrich von Eck gab im Jahre 1393 dem Kloster Metten aus seinen Huben in Parnkofen jährlich ein halbes Pfund Regensburger Pfennige Ewiggeld zu einem Jahrtag für seinen seligen Vater Albrecht und fügte 1399 einen weiteren Hof in Parnkofen hinzu. 1752 bestand Parnkofen aus 22 Anwesen. Grundherren waren neben dem Kloster Metten unter anderem das Kloster Niederaltaich und das Domkapitel Passau.
Nach Bildung der Gemeinden 1818 gehörte Parnkofen zur Gemeinde Waibling des Landgerichtes Landau an der Isar.
Seit Beginn des 19. Jahrhunderts gab es eine Schule in Parnkofen. Sie bestand bis in die Zeit nach 1950, als in Pilsting die dortige neue Knabenschule eingeweiht wurde. Zusammen mit der Gemeinde Waibling wurde Parnkofen am 1. Januar 1972 ein Teil des Marktes Pilsting. Im Jahr 1987 hatte Parnkofen 180 Einwohner.

## Sehenswürdigkeiten
- Benefiziumskirche St. Ottilia. Der barocke Saalbau mit eingezogenem Chor wurde 1736 nach Plänen von Johann Georg Hirschstötter errichtet. 1929 erfolgte die Langhauserweiterung und Errichtung von Turm und Sakristei.
- Walderlebnispfad Parnkofen. Der einen Kilometer lange Rundweg durch den Wald der VR-Bank Landau wurde am 20. September 2012 von Staatsminister Helmut Brunner eröffnet. Die Besucher erfahren, wie sich der Wald durch Stürme und Borkenkäfer verändert und wie eine neue Waldgeneration mit mehr als 20 Baumarten heranwächst.

## Einwohnerentwicklung
- 1835: 00 164 Einwohner[3]
- 1860: 00 159 Einwohner[4]
- 1871: 00 174 Einwohner[5]
- 1875: 00 166 Einwohner[6]
- 1885: 00 168 Einwohner[7]
- 1900: 00 171 Einwohner[8]
- 1913: 00 185 Einwohner[9]
- 1925: 00 209 Einwohner[10]
- 1950: 00 282 Einwohner[11]
- 1961: 00 197 Einwohner[12]
- 1970: 00 162 Einwohner[13]
- 1987: 00 180 Einwohner[1]

## Vereine
- Bayerische Jungbauernschaft Parnkofen
- Freiwillige Feuerwehr Waibling-Parnkofen